# Vinbergs naturreservat
Vinberg är ett naturreservat i Vinbergs socken i Falkenbergs kommun i Halland.
Reservatet ligger strax söder om samhället Vinberg. Det är skyddat sedan 2003 och omfattar 14 hektar. Området är ett kommunalt bildat naturreservat och förvaltas av Falkenbergs kommun. Här finns öppna marker, lövskogar och rinnande vatten.

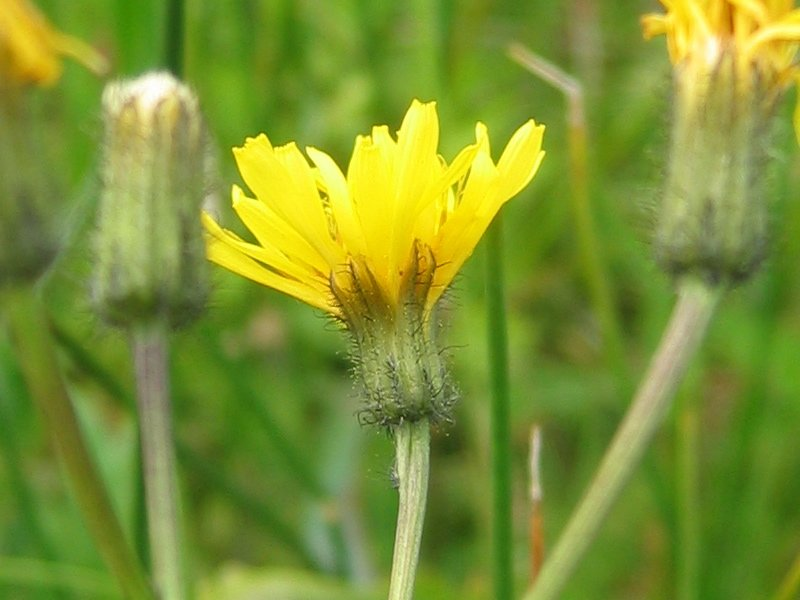
Kärrfibbla

Genom reservatet rinner Vinån och längs denna har det bildats branta kanter. Längs ån finns alskog. Lummiga alskogspartier kantar ån. Här växer kärrbräken, lundelm, rankstarr, tuvstarr, springkorn, kärrfibbla och missne.
Det löper även en upplyst motionsslinga genom reservatet.
Vinbergsbor kallar reservatet för: "Dalarundan".[källa behövs]